# EN374

## Carvoeira (Torres Vedras) - Loures

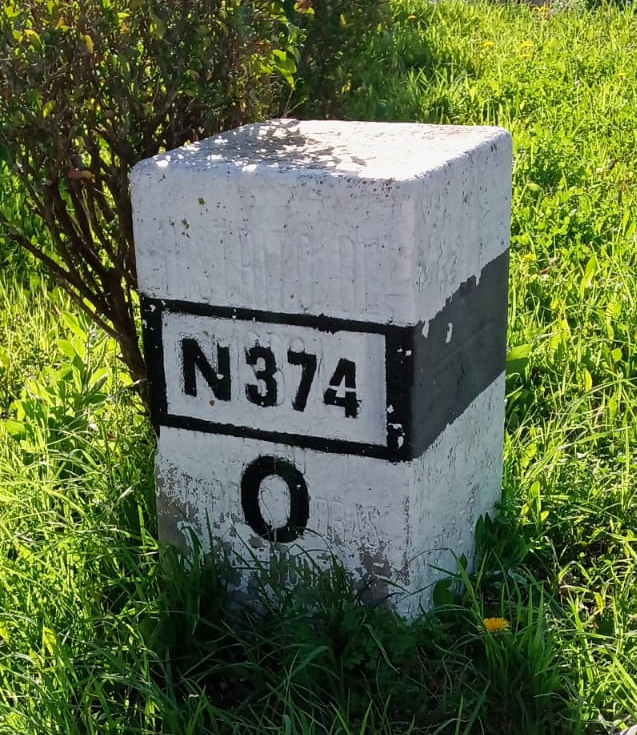
Marco miriamétrico, assinalando o trajeto inicial de 1945 da Estrada Nacional n.º 374

A EN 374  é uma Estrada Nacional que integra a rede nacional de estradas do Plano Rodoviário Nacional. 
Liga a localidade de Carvoeira (Torres Vedras) a cidade de Loures.
A EN 374 foi criada pelo Plano Rodoviário Nacional de 1945 (PRN 45 - Plano Rodoviário Nacional 1945), classificada em projeto como estrada nacional de 3º classe. O projeto original desta estrada tinha como objetivo promover a uma ligação da região Oeste (sub-região) a zona periférica da Grande Lisboa em 38 km e com um desnível positivo de 756m.
No plano Rodoviário Nacional 1998 designado de PRN 2000, o troço entre  Dois Portos e  loures foi desclassificado para  ER374, no entanto ainda se encontra sobre a responsabilidade das Infraestruturas de Portugal

## Caracterização

### Carvoeira (Torres Vedras) – Loures
Este lanço de 38 km percorre as pequenas colinas e localidades da dominada região Saloia (Saloio), dominada pelos vinhedos e pitorescas aldeias.

## Percurso

### Carvoeira (Torres Vedras) – Loures(inclui troços desclassificados)
| Nome da saída/Localidade intermédia     | Município              | Estrada que liga      | Designação oficial |
| --------------------------------------- | ---------------------- | --------------------- | ------------------ |
| Carvoeira (Torres Vedras)               | Torres Vedras          | N 9                   | N 374              |
| Beira (Torres Vedras)                   | Torres Vedras          |                       | N 374              |
| Carreiras (Torres Vedras)               | Torres Vedras          |                       | N 374              |
| Carrasqueira de Carmões (Torres Vedras) | Torres Vedras          |                       | N 374              |
| Carmões                                 | Torres Vedras          | N 115                 | N 374              |
| Buligueira (Torres Vedras)              | Torres Vedras          |                       | N 374              |
| Dois Portos                             | Torres Vedras          | N 248                 | N 374              |
| Malgas (Sobral de Monte Agraço)         | Sobral de Monte Agraço | Troço desclassificado | ER 374             |
| Sapataria                               | Sobral de Monte Agraço | Troço desclassificado | ER 374             |
| Milharado                               | Mafra                  | Troço desclassificado | ER 374             |
| Póvoa da Galega                         | Mafra                  | Troço desclassificado | ER 374             |
| Cabeço de Montachique                   | Loures                 | Troço desclassificado | ER 374             |
| Malhapão (Loures)                       | Loures                 | Troço desclassificado | ER 374             |
| Sete Casas (Loures)                     | Loures                 | Troço desclassificado | ER 374             |

## Rota Estrada Nacional
A rota das estradas nacionais de Portugal é um movimento e uma lista de estradas recomendadas para viajar em 2 rodas, permitindo recolher e disfrutar de gastronomia, cultura e locais de significativo interesse.  
A   N 374  está classificada como Rota Estrada Nacional

## Galeria

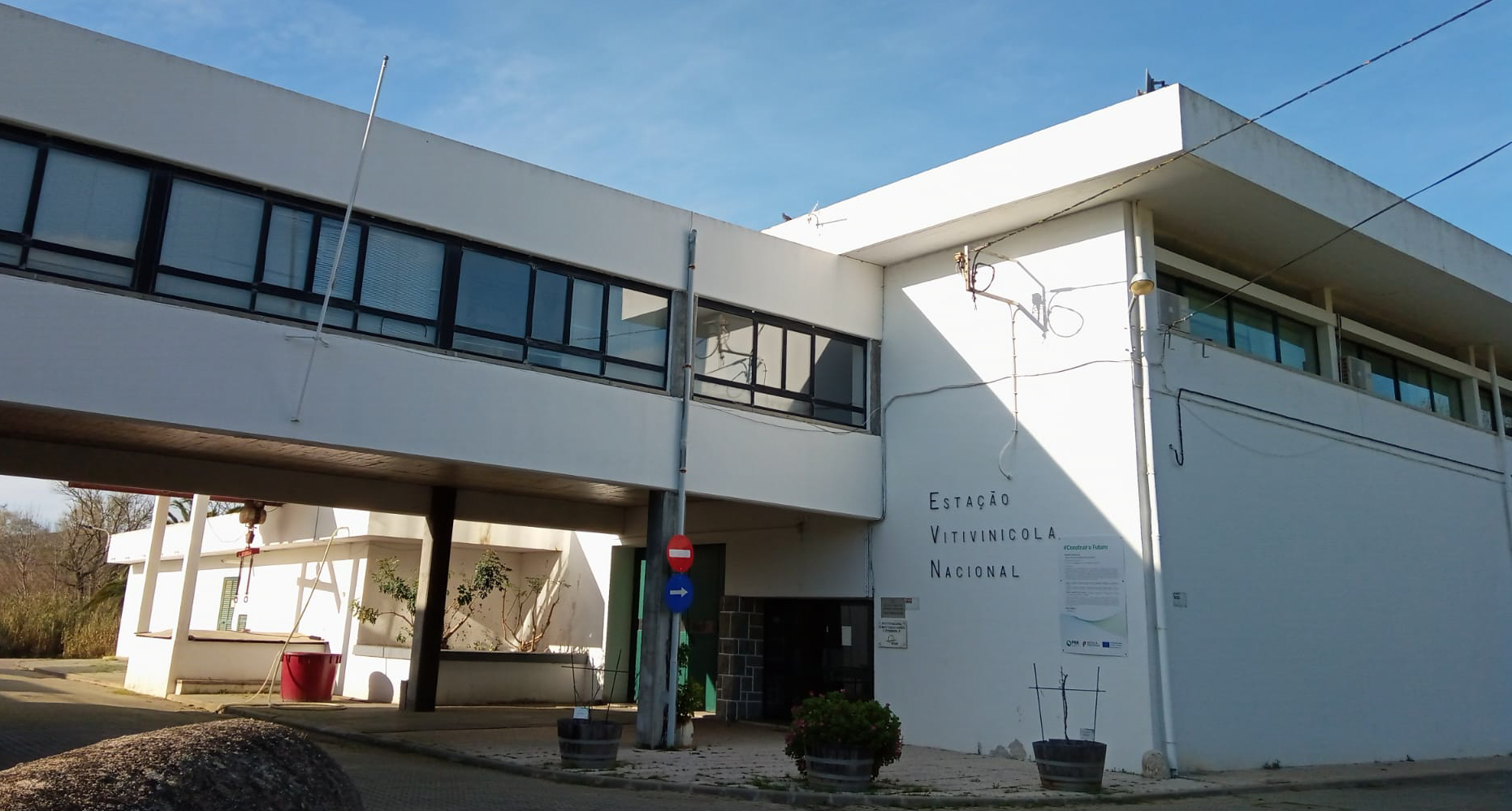
Estaçao Vitivinícola Nacional dois portos